# لوطس فلسطيني

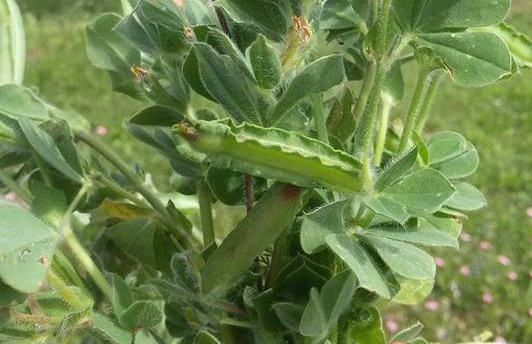
سيبعة

السيبعة من النباتات العشبية الحولية، التي تنمو بين الصخور، وفوق الرجوم، وتحت السناسل، وفي الأراضي البور، وعلى أكتاف الطرق.

## الوصف
عندما يخرج هذا النبات إلى سطح الأرض، يبدأ بالتفرع من نقطة واحدة، وترتفع هذه الفروع إلى أعلى قليلاً، ثم تمتد أفقياً تحت ثقل ثمارها، وقد يصل طول الفرع الواحد منها إلى حوالي نصف متر تقريباً ويحمل فرع هذا النبات معه أيضاً، كمية كبيرة من (القرون)، التي قد يصل طول الواحد منها إلى خمسة سنتمترات تقريباً وكل قرن من هذه القرون، يحتوي بداخله على عدد من (البذور) وهي طرية، أو تؤكل عندما تنضج هذه البذور، حيث تُفتح هذه القرون باليد أو بالفم، وتُؤكل بذورها، فيكون طعمها كطعم باقي البقوليات، ذات الطعم المميز لكنها بنكهة مختلفة.

## فترة القطاف
تبدا فترة قطف ثمار نبتة السيبعة من شهر اذار إلى شهر ايار.